# Jan Kempdorp
Jan Kempdorp – miasto w Republice Południowej Afryki, w Prowincji Przylądkowej Północnej.
W mieście żyje 24 220 ludzi (2011). Jan Kempdrop jest ośrodkiem przemysłu rolno-spożywczego. Pierwotnie przez miasto przebiegała granica Prowincji Przylądkowej z Transwalem. W czasie II wojny światowej w mieście znajdował się obóz internowania Andalusia, przeznaczony dla południowoafrykańskich Niemców.